# Creil (Francja)
Creil – miejscowość i gmina we Francji, w regionie Hauts-de-France, w departamencie Oise.
Według danych na rok 1990 gminę zamieszkiwało 31 956 osób, a gęstość zaludnienia wynosiła 2882 osoby/km² (wśród 2293 gmin Pikardii Creil plasuje się na 5. miejscu pod względem liczby ludności, natomiast pod względem powierzchni na miejscu 377.).

## Miasta partnerskie
- Chorzów, Polska
- Marl, Niemcy
- Pendle, Wielka Brytania